# Renaat Van Elslande

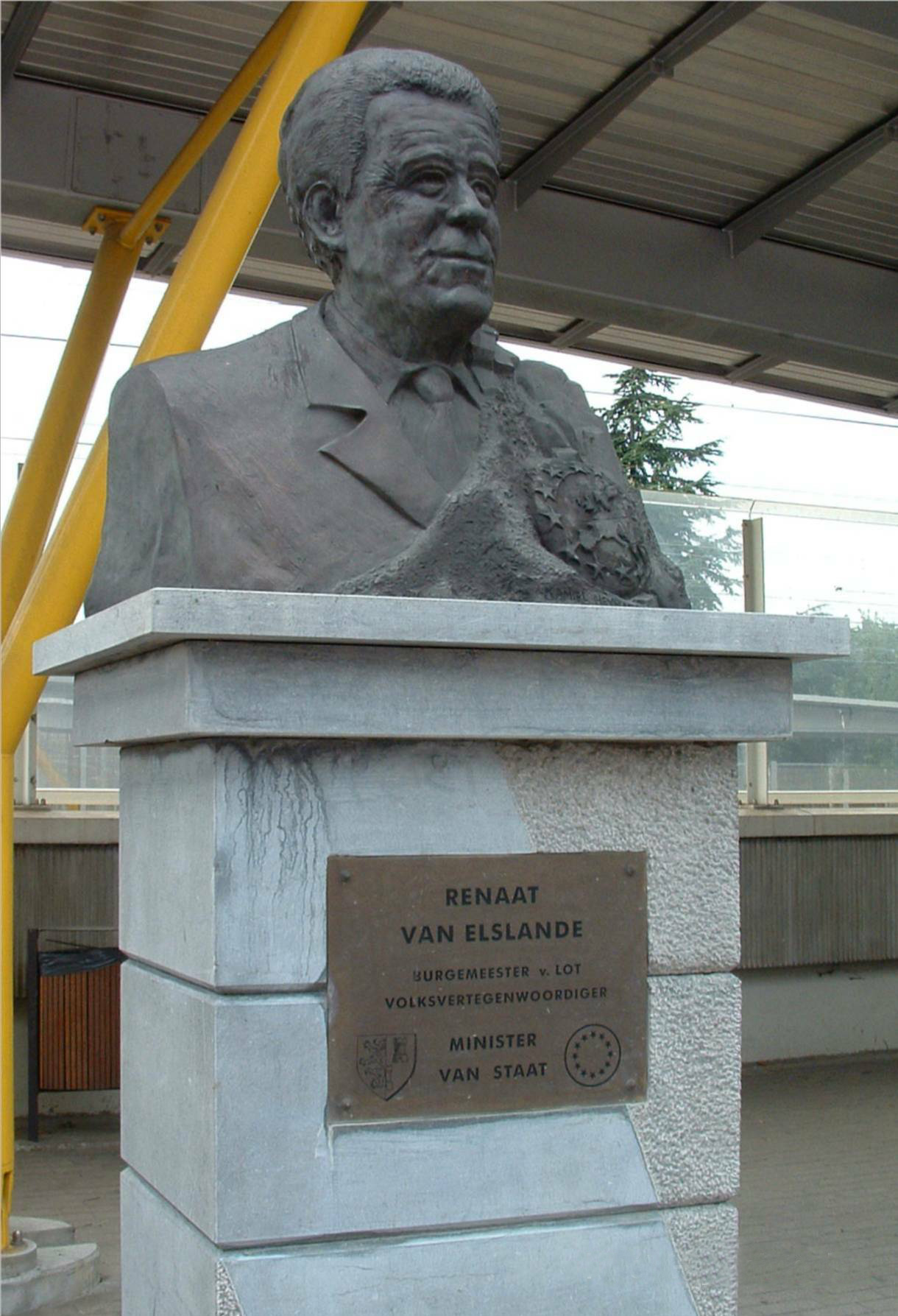
Renaat Van Elslande-Büste in Lot, Belgien

Renaat Antoon Joseph Van Elslande (* 21. Januar 1916 in Boekhoute; † 21. Dezember 2000 in Ukkel) war ein belgischer christdemokratischer Politiker und 1967 Präsident des Rates der Europäischen Gemeinschaften.

## Studium und berufliche Tätigkeiten
Van Elslande absolvierte ein Studium der Rechts-, Politik- und Sozialwissenschaften an der Katholischen Universität Löwen. Nach dem Zweiten Weltkrieg arbeitete er als Journalist bei der Tageszeitung „De Standaard“ sowie als politischer Redakteur der Tageszeitung „Het Westen“.

## Politische Laufbahn

### Kommunalpolitiker und Bürgermeister
Seine politische Laufbahn begann er 1945 mit einer erfolgreichen Kandidatur als Spitzenkandidat der Christlichen Volkspartei (CVP) bei der Gemeinderatswahl in Lot. Im Januar 1947 wurde er zum Bürgermeister von Lot gewählt. Dieses Amt behielt er bis zu seinem Rücktritt 1976.

### Abgeordneter
1949 wurde Van Elslande erstmals zum Mitglied der Abgeordnetenkammer gewählt und vertrat dort bis 1981 die Interessen der flämischen Christdemokraten des Arrondissement Brüssel. Von 1960 bis 1961 war er Unterstaatssekretär für Kultur.

### Minister
Im Kabinett von Théo Lefèvre war er von 1961 bis 1962 zunächst Beigeordneter Minister für Nationale Erziehung und Kultur und damit Vertreter des Ministers Victor Larock. 1962 übernahm er die Leitung des eigenständigen Ministeriums für flämische Kultur und blieb zugleich bis 1965 Beigeordneter Minister für Nationale Erziehung. Im Kabinett von Paul Vanden Boeynants war er von 1966 bis 1968 Minister für europäische Angelegenheiten und flämische Kultur. Als solcher war er im ersten Halbjahr Präsident des Rates der Europäischen Gemeinschaften.
Premierminister Gaston Eyskens berief ihn am 21. Januar 1972 zum Innenminister. In den Kabinetten von Edmond Leburton und Leo Tindemans war er vom 26. Januar 1973 bis zum 3. Juni 1977 Außenminister und Minister für Entwicklungszusammenarbeit. Van Elslande war damit nach über 140 Jahren der erste Außenminister aus der flämischsprachigen Bevölkerungsmehrheit. Zuletzt war er vom 3. Juni 1977 bis zum 18. Mai 1980 Justizminister in den Kabinetten von Tindemans, Vanden Boeynants und Wilfried Martens. Vom 20. Oktober 1978 bis zum 3. April 1979 war er unter Vanden Boeynants zugleich stellvertretender Premierminister.
Am 26. Mai 1992 wurde ihm der königliche Ehrentitel „Staatsminister“ verliehen.

## Veröffentlichungen
- „Het Buitenlands Beleid van Belgie 1973-1976“, Veröffentlichungen in diversen Fachzeitschriften
- „Europa’s Toekomst“, Antwerpen 1975, ISBN 90-289-0051-9
- „Belgie En De Derde Wereld“, Antwerpen 1977, ISBN 902890252X